# Clube de Natação e Regatas São Salvador
 (février 2024).
Si vous disposez d'ouvrages ou d'articles de référence ou si vous connaissez des sites web de qualité traitant du thème abordé ici, merci de compléter l'article en donnant les références utiles à sa vérifiabilité et en les liant à la section « Notes et références ».
Le Clube de Natação e Regatas São Salvador est un club brésilien de football basé à Salvador, dans l'État de Bahia.

## Historique
Il a été fondé en 1902.

## Palmarès
- Championnat de Bahia :
  - Champion : 1906, 1907